# Бергюшадский магал
Бергюшадский магал (азерб. Bərgüşad mahalı) — один из магалов Карабахского ханства. Год создания — 1747 год.
Центр — село Ходжаган. Крупные населенные пункты — Емазли, Удгун, Гёдагли, Байдаглы.
Соседние магалы — на западе — Чулундурское, на севере — Багабюрдское, на востоке Джебраиллинское, на юге Карадагское ханство.
Территория магала, будучи небольшой по площади, соответствует территориям Губадлинского района современного Азербайджана.

## История
Бергюшад со времени шаха Аббаса I составлял наследственную улька особой ветви династии глав азербайджанского племени Дунбули. В 1628 г. хакимом Баргушета был Максуд-султан Дунбули; при Надир-шахе Баргушетом управлял Али Наги-хан Дунбули.
Бергюшадский магал был одним из 25-и магалов Карабахского ханства.
Магалами управляли наибы, а селениями в составе магалов — кедхуды.
Магал был ликвидирован в 1840 году и преобразован в российскую провинцию. На основе царской реформы «Учреждение для управления Закавказским краем» от 10 апреля 1840 года в составе Каспийской области был образован Шушинский уезд. Джеваншир-Дизакский магал присоединен к Мегринскому участку Шушинского уезда.

## Наибы
| Титул | Имя                   | Начало замещения должности | Конец замещения должности |
| ----- | --------------------- | -------------------------- | ------------------------- |
| Наиб  | Фатх Али-хан Дунбули  | 1747                       | 1751                      |
| Наиб  | Али Кули-хан Дунбули  | 1751                       | 1762                      |
| Наиб  | Худадат-хан Дунбули   | 1762                       | 1784                      |
| Наиб  | Исмаил-хан Дунбули    | 1784                       | 1800                      |
| Наиб  | Шафи-бек Ходжаганский | 1800                       | 1822                      |

## Экономика
Основным занятием населения магала было земледелие и скотоводство. Основными возделываемыми культурами являлись пшеница, ячмень, рис, просо. Имелись незначительные промышленные заведения (гончарные, маслобойни, мельницы и др.). Кустарные промыслы (сукно, ковры, войлоки и др.) развиты, особенно среди пусиянов.

## Известные уроженцы
- Мир Мехти Хазани — азербайджанский историк, поет и педагог.